# Thuidium subgranulatum
Thuidium subgranulatum är en bladmossart som beskrevs av Kindberg 1891. Thuidium subgranulatum ingår i släktet tujamossor, och familjen Thuidiaceae. Inga underarter finns listade i Catalogue of Life.